# Ulises (película de 1954)
Ulises (Ulisse) es una película de 1954 coproducida entre Italia, Francia y los Estados Unidos, y basada en la Odisea. 
La película fue dirigida por Mario Camerini y Mario Bava, y contó con Kirk Douglas en el papel de Odiseo (llamado Ulises en la película), Silvana Mangano en los de Penélope y Circe, Rossana Podestà en el de Nausícaa y Anthony Quinn en el de Antínoo. Debido a que su estreno en los Estados Unidos no tuvo lugar hasta 1955, con frecuencia se la da como de ese año.
De la dirección se iba a ocupar Georg Wilhelm Pabst, pero solo se encargó de la fase preparatoria.
En Italia, Ulises fue la película más taquillera de la temporada 1954 - 1955.

## Ficha técnica
- Producción: Dino de Laurentiis, Carlo Ponti y William W. Schorr, para Lux Films (Italia), Zénith Films (Francia) y Paramount Pictures (Estados Unidos).

- Producción ejecutiva: Bruno Todini.

- Diseño de producción: Fernando Cinquini; Ralph Serpe; Bruno Todini.

- Guion: Franco Brusati (1922 - 1993), Mario Camerini, Ennio De Concini (1923 – 2008), Hugh Gray (1900 - 1981), Ben Hecht, Ivo Perilli (1902 - 1994) e Irwin Shaw, a partir de la Odisea.
  - Supervisión de guion: Giovannella Zannoni.
  - Corrección de textos: Tatiana Casini Morigi (como Tatiana Casini).

- Dirección: Mario Camerini; Mario Bava (sin acreditar).

- Asistencia de dirección: Ottorino Franco Bertolini (como Ottorino Bertolini); Guidarino Guidi (1929 - 2003); Serge Vallin.

- Dirección artística: Italo Tomassi (1910 - 1990).

- Escenografía: Flavio Mogherini (1922 - 1994).

- Decorados: Andrea A. Tomassi.

- Vestuario: Giulio Coltellacci (1916 - 1983); Madame Grès.

- Maquillaje: Goffredo Rocchetti; Eugen Schüfftan (1893 - 1977).

- Peluquería: Iole Cecchini.

- Cámara y equipo eléctrico: Mario Bava; Mario Parapetti.

- Dirección de fotografía: Harold Rosson (1895 - 1988); Mario Bava (sin acreditar).

- Efectos especiales: Eugen Schüfftan.

- Color: Technicolor.
  - Consultoría de color: Joan Bridge (1912 – 2009).

- Montaje cinematográfico: Leo Cattozzo.

- Formato:
  - 35 mm.
  - Relación de aspecto: 1:66:1
  - Relieve 3D.

- Sonido: uniaural, por Western Electric Recording.
  - Técnica de sonido: Mauro Zambuto (llamado también Mario; 1918 - 2011); Bernard Held.
  - Música: Alessandro Cicognini (1906 - 1995).
    - Dirección musical: Franco Ferrara (1911 - 1985).
    - Montaje musical: Mario Amari.

  - Montaje sonoro: Mario Amari.
  - Ingeniería de sonido: Mario Morigi.

- Distribución: Lux Films (Italia), Paramount Pictures (Estados Unidos), Les Acacias (Francia), Tamasa Distribution (Francia).

## Producción
El vestuario de Silvana Mangano, que encarna a los personajes de Penélope y Circe, es resultado de diseños de Madame Grès.
El cíclope Polifemo fue representado en  parte por el actor Umberto Silvestri y en parte por un muñeco manejado mediante hilos y un fuelle.
Las armas y las armaduras fueron facilitadas por museos de Atenas, Nápoles y Roma.

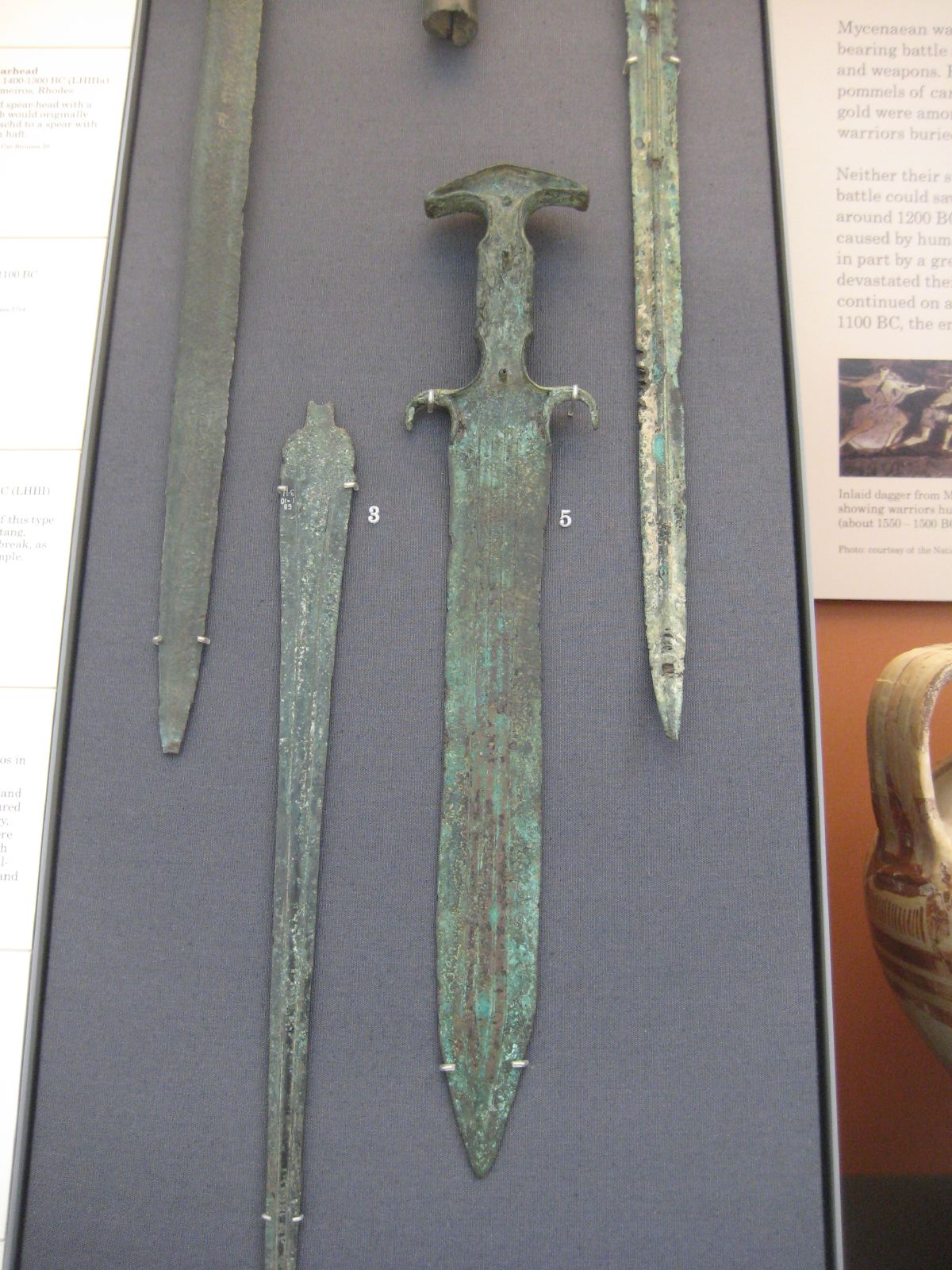
Daga micénica de bronce, tal vez procedente de Ítaca. 1300 - 1100 a. C. Museo Británico.

### Lugares de rodaje
Los interiores se rodaron en Roma, en los estudios Ponti-De Laurentiis; los exteriores, en los lugares considerados entonces como aquellos presentados en los viajes de Odiseo, con varias salvedades: 
- Debido a un terremoto, no se pudo rodar en Ítaca.

- Para la secuencia del encuentro entre el náufrago y Nausícaa, se recurrió a la playa de las Vistas (Viste), en Puerto Hércules (Porto Ercole, del Monte Argentario), y pueden reconocerse el islote y, por error de dirección o de montaje, el edificio español Fuerte Felipe (Forte Filippo), del año 1600.

## Reparto
| PERSONAJE                                                                                            | ACTUACIÓN | DOBLAJE ITALIANO                                                |
| --- | --- | --------------------------------------------------------------- |
| Agamenón                                                                                             | Andrea Bosic (sin acreditar; Ignazio Božic: 1919 - 2012)                                                     | Renato Turi (1920 - 1991)                                       |

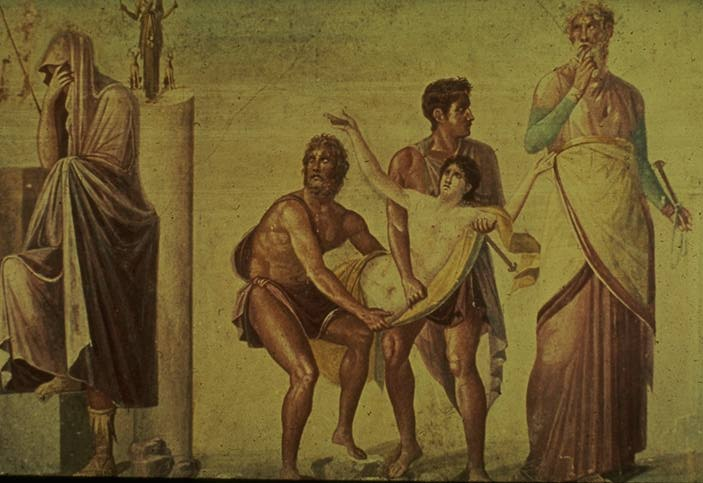
Parte de un fresco del s. I d. C. procedente de la Casa del Poeta Trágico, de Pompeya, y conservado en el Museo Arqueológico de Nápoles; es copia de memoria de una pintura de Timantes. Como recreación de una escena previa a la Guerra de Troya, aquella en la que los aqueos reunidos en Áulide han de llevar a cabo un sacrificio con el fin de que los vientos les sean propicios para zarpar, se ve a Odiseo y a Diomedes que traen a Ifigenia ante Calcas; a la izquierda, junto a la estatuilla de Artemisa, Agamenón llora impotente. En la película Ulises, de Mario Camerini, el aspecto de Kirk Douglas recuerda al de Odiseo en esta representación.

| Alcínoo                                                                                              | Jacques Dumesnil                                                                                             | Giorgio Capecchi (1902 - 1978)                                  |
| Anfimedonte, hijo de Menelao y uno de los pretendientes de Penélope                                  | Piero Ghione (sin acreditar)                                                                                 |                                                                 |
| Anticlea                                                                                             | Evi Maltagliati                                                                                              |                                                                 |
| Antínoo                                                                                              | Anthony Quinn                                                                                                | Mario Pisu (1910 - 1976)                                        |
| Aquiles                                                                                              | Piero Lulli (1923 - 1991)                                                                                    | Pino Locchi (Giuseppe Locchi: 1925 - 1994)                      |
| Arete                                                                                                | Ludmilla Dudarova                                                                                            |                                                                 |
| Calope, un cíclope                                                                                   | Oscar Andriani (1905 - 1987)                                                                                 |                                                                 |
| Casandra                                                                                             | Elena Zareschi                                                                                               |                                                                 |
| Circe                                                                                                | Silvana Mangano, que representa también el personaje de Penélope                                             | Lydia Simoneschi                                                |
| Un compañero de Ulises                                                                               | Massimo Pietrobon (sin acreditar)                                                                            |                                                                 |
| Un consejero de Alcínoo                                                                              | Renato Malavasi (sin acreditar; 1904 - 1998), que representa también el personaje de Medonte                 |                                                                 |
| Craco                                                                                                | Umberto Silvestri (1915 - 2009), que representa también el personaje de Polifemo                             | Mario Besesti (1900 - 1975)                                     |
| Ctesipo, uno de los pretendientes de Penélope.                                                       | Andrea Aureli (n. 1923)                                                                                      |                                                                 |
| Demoptólemo, uno de los pretendientes.                                                               | Giovanni Di Benedetto (conocido también como Gianni Di Benedetto: n. 1920)                                   |                                                                 |
| Diomedes                                                                                             | Alessandro Ferzen (Alessandro Fersen, de nombre auténtico Aleksander Fajrajzen: 1911 - 2001)                 | Lauro Gazzolo (Ilario Gazzolo: (1900 - 1970)                    |
| Élato, uno de los pretendientes                                                                      | Benito Stefanelli (1928 - 1999)                                                                              |                                                                 |
| Eucalicanto                                                                                          | Tania Weber (Tanja Sarsgardeer: n. 1926)                                                                     |                                                                 |
| Euríades, uno de los pretendientes                                                                   | Daniele Dentice (sin acreditar)                                                                              |                                                                 |
| Euriclea                                                                                             | Sylvie (llamada también Louise Sylvain; Louise Pauline Mainguené: 1883 - 1970)                               | Giovanna Scotto (Giovanna Margherita Piana-Canova: 1895 - 1985) |
| Euríloco, esposo de Ctímene y cuñado y compañero de Ulises                                           | Daniel Ivernel (sin acreditar; 1920 - 1999)                                                                  | Bruno Persa (1905 - 1983)                                       |
| Eurímaco, uno de los pretendientes                                                                   | Mario Feliciani (1918 - 2008)                                                                                | Gualtiero De Angelis (1899 - 1980)                              |
| Eurimione                                                                                            | Goliarda Sapienza                                                                                            |                                                                 |
| Una joven                                                                                            | Vera Molnár (sin acreditar; Vera Kmet: 1923 - 1986)                                                          |                                                                 |
| Laertes                                                                                              | Gualtiero Tumiati                                                                                            |                                                                 |
| Leócrito, un itacense                                                                                | Piero Pastore (sin acreditar; Pietro Mario Pastore: 1903 - 1968)                                             |                                                                 |
| Leodes, uno de los pretendientes                                                                     | Michele Riccardini (1910 - 1978)                                                                             | Carlo Romano (1908 - 1975)                                      |
| Leucanto, sierva de la casa de Ulises compinchada con los pretendientes                              | Marisa Allasio (sin acreditar; Maria Luisa Lucia Allasio: n. 1936)                                           |                                                                 |
| Medonte, heraldo de los pretendientes                                                                | Renato Malavasi (sin acreditar; 1904 - 1998), que representa también el personaje de un consejero de Alcínoo |                                                                 |
| Melanto, sierva de la casa de Ulises, hija del cabrero Melancio, y compinchada con los pretendientes | Teresa Pellati (Maria Teresa Pelati: 1929 - 2010)                                                            |                                                                 |
| Méntor                                                                                               | Ferruccio Stagni                                                                                             | Amilcare Pettinelli (1886 - 1963)                               |
| Nausícaa                                                                                             | Rossana Podestà                                                                                              | Miranda Bonansea (n. 1926)                                      |
| Oponente de Craco en la lucha                                                                        | Amerigo Santarelli (sin acreditar)                                                                           |                                                                 |
| Penélope                                                                                             | Silvana Mangano, que representa también el personaje de Circe                                                | Lydia Simoneschi                                                |
| Pólibo, pretendiente de Penélope, y distinto de otro Pólibo: el padre del pretendiente Eurímaco.     | Sergio Giovannucci (sin acreditar)                                                                           |                                                                 |
| Otro pretendiente de Penélope                                                                        | Mimmo Poli (sin acreditar; Domenico Poli: 1920 - 1986)                                                       | Elda Tattoli (1929 - 2005)                                      |
| Polifemo                                                                                             | Umberto Silvestri (1915 - 2009), que representa también el personaje de Craco                                | Mario Besesti (1900 - 1975)                                     |
| Polites, un compañero de Ulises                                                                      | Aldo Pini (sin acreditar; 1909 - 1990)                                                                       |                                                                 |
| Telémaco                                                                                             | Franco Interlenghi                                                                                           | Gianfranco Bellini (1924 - 2006)                                |
| Ulises                                                                                               | Kirk Douglas                                                                                                 | Emilio Cigoli (1909 - 1980)                                     |

### Otros actores que representan a pretendientes de Penélope
- Andrea Aureli (n. 1923).
- Walter Brandi (1928 - 1996).
- Riccardo Garrone (sin acreditar; n. 1926).
- Alberto Lupo (Alberto Zoboli: 1924 - 1984).

### Otros (actores sin acreditar)
- Lucia Brusco.
- Jenny Folchi.
- Ettore Jannetti.
- Mirella Di Lauri.
- Victor Ledda.
- Enzo Maggio (1902 - 1973).
- Piero Mastrocinque.
- Carlo Mazzoni (f. 1967).
- Claudio Morgan.
- Corrado Nardi.
- Roberto Rai (la voz, la de Stefano Sibaldi: 1905 - 1996).
- Gino Scotti (la voz, la de Cesare Polacco: 1900 - 1986).
- Edoardo Toniolo.

## Diferencias entre la película y laOdisea
A pesar de su larga duración, la película presenta solo unos pocos de los hechos que se narran en la Odisea.
La historia no comienza con el concilio de los dioses tras el fin de la Guerra de Troya, sino con Penélope y Telémaco en el palacio de Ítaca.
A continuación, el náufrago Ulises, encontrado por la princesa Nausícaa y sus doncellas, ha perdido la memoria y ni siquiera recuerda su propio nombre. Más tarde, contemplando el mar, empezará a rememorar trabajosamente sus aventuras, empezando por aquella de la cueva de Polifemo.
En la corte de Alcínoo, padre de Nausícaa, las doncellas se entregan al chismorreo mientras se lava Ulises. Se expondrá la idea de casar al recién llegado con la princesa.
En los juegos que se celebran en su honor, Ulises vence a otro hombre en la lucha. En la Odisea, gana en el lanzamiento de disco.
Al relatar Ulises sus aventuras, se omiten en la película muchos pasajes del poema: entre ellos, la estancia en la isla de Calipso, el episodio de los lotófagos y el de los lestrigones. 
Sí hay episodios que se narran de manera extensa, aunque modificada: el de Polifemo, el de Circe y el de las sirenas.
- El episodio de la cueva de Polifemo es muy parecido al de la Odisea. Hay, no obstante, una diferencia notable, y es que el vino que ofrecen al cíclope los marinos, en lugar de haber sido transportado desde la nave, es hecho por ellos en la misma gruta pisando la uva, con lo que en la vida real, al no dejarse tiempo para la fermentación, se obtendría mosto.

- El episodio de Circe en la película presenta muchas diferencias con el correspondiente del poema:
  - Se omite la ayuda que presta Hermes a Ulises con la hierba que lo protegerá del encantamiento de la maga.
  - Se abunda en los amores del héroe y la diosa, que duran largo tiempo mientras esperan los compañeros de él, deseosos de volver a Ítaca.
  - Se omite también la parte en que recobra la cordura Ulises, se propone volver a su tierra y se celebra una fiesta, y durante ella muere Elpénor al caer desde el techado en el que se ha quedado a dormir la borrachera, hecho este último que en el poema se conoce por recordárselo más tarde a Ulises en el Hades la sombra del propio Elpénor.
  - En el poema, antes de partir Ulises, Circe le avisa de los peligros de las sirenas, Escila y Caribdis; en la película, solo del de las sirenas.

- En el poema, las sirenas elogian a Ulises y lo invitan a quedarse con ellas y venerar sus cantos; en la película, el arrecife de las sirenas se presenta a ojos del héroe como si de su mismo hogar en Ítaca se tratase, y las criaturas imitan la voz de su esposa Penélope y la de su hijo Telémaco.

Faltan el episodio de la matanza de bestias sagradas en la isla de Helios y el de Escila y Caribdis.
La película continúa con la llegada de Ulises a Ítaca. A diferencia de lo que se narra en el poema, llega solo, y no encuentra a Atenea. Se omite también la estancia en la choza de Eumeo: el héroe encuentra a su perro Argos (que, como en el poema, lo reconoce y muere al encontrarlo tras haberlo esperado durante veinte años), y a continuación llega a su palacio.
Sí se recrea el pasaje en el que Ulises es reconocido por su nodriza Euriclea al verle la cicatriz de una herida que le hizo un jabalí.
Aunque se omite la lucha de Ulises con el mendigo Iro, se reproduce con bastante fidelidad la venganza del héroe con la muerte de los pretendientes.
La película termina con el encuentro de Ulises y Penélope, ya reconocido él por ella.